# Presupozice
Presupozice (předpoklad) je výraz ze sémantiky, jímž se označuje skutečnost, která se při výpovědi považuje za platnou, pokud má být komunikace smysluplná a úspěšná. Presupozice nejsou ve výpovědi vyjádřeny přímo, ale posluchač by je měl být schopen odvodit z kontextu. Rozlišují se presupozice sémantické a pragmatické. Sémantické presupozice se týkají bezprostředního významu věty, pragmatické presupozice se vztahují k širokému kontextu, představují „společné vědomí komunikantů“. Je zřejmé, že pragmatické presupozice nikdy nelze shrnout v jejich úplnosti.

## Příklady
- Oznamovací věty: Mluvčí předpokládá, že výpovědí sděluje posluchači novou informaci: Studentům se exkurze líbila. Presupozice: Posluchač ví, že studenti byli na exkurzi. Posluchač neví, jaký měli studenti na exkurzi názor.
- Otázky: Mluvčí předpokládá, že posluchač určitou informaci ví nebo ji může zjistit: Kolik je hodin? Presupozice: Tázaný má hodinky (mobil, výhled na nástěnné hodiny apod.).
- Výzvy, rozkazy: Mluvčí předpokládá, že posluchač může něco vykonat: Prosím tě, otevři dveře! Presupozice: Dveře jsou zavřené. Posluchač je schopen a ochoten dveře otevřít. Je zřejmé, o které dveře se jedná (např. jsou v místnosti jenom jedny).
- Nabídky: Mluvčí předpokládá, že posluchač chce, aby bylo něco vykonáno: Počkej, pomůžu ti. Presupozice: Posluchač potřebuje pomoc.
- Rady, varování: Mluvčí předpokládá, že posluchač něco hodnotí jako správné / špatné: Ať si nespálíš vlasy! Presupozice: Posluchač nechce mít spálené vlasy.[3]
- Rozdíl mezi sémantickými a pragmatickými presupozicemi: Nechtěl Petr vzbudit? Sémantické presupozice: Petr spí. Pragmatické presupozice: Mluvčí předpokládá, že dotazovaný ví, kdo je Petr, má informace, které mu dávají možnost odpovědět, umí česky, není hluchý apod.[1]

## Význam presupozic
Presupozice slouží k ekonomii mluvení – protože není možné v každé výpovědi stále opakovat všechny skutečnosti. Právě kvůli nestejným presupozicím mezi mluvčím a příjemcem někdy dochází k nejasnostem. Nestejné presupozice mohou vznikat z různých důvodů:
- Neznalost významu slov: Podej mi francouzák! (Žádaný neví, co je francouzák, a nemůže proto vyhovět).
- Neznalost prostředí a okolností: Až půjdeš koupit mléko, tak taky přines brambory. (Posluchač koupí brambory v obchodě, protože neví, že je má přinést ze sklepa).
- Neshoda mezi mluvčím a posluchačem: Můžu se večer na chvilku stavit? - Večer budeme mít oslavu. (Není jasné, jestli jde o pozvání na oslavu nebo naopak odmítnutí.)

Presupozice mohou sloužit k manipulaci s tázaným, například u tzv. sloučených otázek: Už jste přestal týrat psy? Presupozice, že tázaný týral psy. Chcete zhubnout bez námahy? Presupozice, že tázaný chce zhubnout.

## Forma presupozic
Presupozice nese celá řada výrazů. Patří tam: 
- Expresivní slovesa (litovat, chlubit se): Mrzí mě, že jsem to nedokázal. Presupozice: Nedokázal jsem to.
- Implikativní slovesa: Pomstil jsem se mu. Presupozice: Předtím mi ublížil.
- Slovesa soudu (obvinit, pochválit, pomluvit): Obvinil mě, že jsem podváděl. Presupozice: Podvádění je špatné (sloveso obvinit presuponuje odsudek).
- Slovesa změny stavu:
  - Přestal jsem podvádět. Presupozice: Dříve jsem podváděl.
  - Vrátil jsem se. Presupozice: Už jsem tu byl a pak jsem byl pryč.
  - Ovdověl jsem. Presupozice: Byl jsem ženatý.
- Ireálná podmínková souvětí: Bylo by lépe, kdybych byl nepodváděl. Presupozice: Podváděl jsem.
- Některá adverbia: Už zase podvádíš! Presupozice: Už jsi podváděl i dříve.
- Popisy situace: Viděl jsem, jak jeden z hráčů podvádí. Presupozice: Existují hráči, kteří nepodvádějí.
- Elipsa:
  - Kolik je? (Otázka má správně znít: Kolik je hodin?, ale běžný mluvčí to na základě kontextu pochopí.)
  - Otec se dívá z okna. Vidí slepice (otec, za oknem).

## Související pojmy
Presupozici je podobná premisa, předpoklad, který je však součástí výpovědi. Presupozice nejsou ve výpovědi explicitně vyjádřeny, posluchač je musí odvodit. Proces vysuzování neznámých skutečností z výpovědi se označuje jako inference. Smysluplnost, vnitřní provázanost výpovědi se označuje jako koherence. Pokud jsou některé presupozice mluvčího o posluchači nesprávné, text se pro posluchače stává nekoherentním.